# Oost-Eskamppolder
De Oost-Eskamppolder was een polder en gelijknamig waterschap in de gemeente Loosduinen, in de Nederlandse provincie Zuid-Holland.
Het waterschap was verantwoordelijk voor de drooglegging en de waterhuishouding in de polder.
De polder grensde in het oosten aan de Zusterpolder, in het zuiden aan de Noordpolder en de Wateringse Wippolder en in het westen aan de West-Eskamppolder.